# SOBERANA 02
SOBERANA 02 ou FINLAY-FR-2, também conhecida como Pasteurcovac (em persa: پاستوکووک) no Irã, é uma vacina contra a COVID-19 produzida pelo Instituto Finlay de Vacinas (IFV), um instituto de pesquisas epidemiológicas cubano. SOBERANA-02 é uma vacina conjugada. O professor Ihosvany Castellanos Santos disse que o antígeno é seguro porque contém partes, ao invés de todo o vírus vivo, e portanto não requer refrigeração extra, como outras vacinas no mundo. De acordo com o documento de vacinas candidatas pela Organização Mundial da Saúde, esta vacina requer duas doses, sendo a segunda dose administrada 28 dias após a primeira dose.

## Pesquisa científica

### Testes de fase I-II
A FINLAY-FR-2, que começou a ser desenvolvida em Outubro de 2020, teve 40 voluntários para a sua fase I, de acordo com o Registro Público Cubano de Ensaios Clínicos, com um estudo aberto, sequencial e adaptável para avaliar a segurança, reatogenicidade e explorar a imunogenicidade da vacina.
A fase II a envolveu 100 cubanos, e a fase II b da vacina terá 900 voluntários entre 19 a 80 anos. De acordo com um cientista cubano, a vacina dá uma resposta imune após 14 dias.

### Testes de fase III
O Instituto Finlay iniciou a fase III da vacina em Março de 2021, como previsto. A fase III terá 44 mil voluntários, divididos em três grupos: alguns receberão duas doses da vacina com 28 dias de intervalo, outro grupo receberá duas doses mais um terceiro reforço imunológico, e o terceiro um placebo.
O Instituto Finlay também planeja realizar a fase III no Irã. O país asiático assinou um acordo com Cuba após o líder supremo do país, o aiatolá Ali Khamenei dizer que não confia nas vacinas dos "países ocidentais".
As autoridades de saúde pública de Cuba disseram que precisavam realizar a fase III no exterior porque a ilha não tem um surto suficientemente grande para obter estatísticas significativas sobre a proteção vacinal.

## Distribuição
O governo cubano diz estar planejando produzir 100 milhões de doses de sua vacina para responder à sua própria demanda e à de outros países. Vicente Vérez, diretor geral do Instituto Finlay, disse que o instituto já concordou em distribuir o medicamento para o Vietnã, Venezuela e Irã, enquanto outros países como Jamaica, Paquistão, Índia e a União Africana "manifestaram interesse" em adquirir a vacina. Além disso, o governo ofereceu a vacina a Gana. Cuba também pretende, uma vez que a vacina seja aprovada, oferecer a vacina aos turistas que visitarem o país.

A produção do primeiro lote de cerca de 100.000 doses começará em abril. José Moya, representante da Organização Mundial da Saúde e da Organização Pan-Americana da Saúde (OPAS) em Cuba, sugeriu que depois que a vacina passasse todas as etapas clínicas, ela poderia ser incluída como parte do Fundo Rotativo da OPAS.